# Alto Amacohíte 3ra. Sección
Alto Amacohíte 3ra. Sección är en ort i Mexiko.   Den ligger i kommunen Huimanguillo och delstaten Tabasco, i den sydöstra delen av landet, 600 km öster om huvudstaden Mexico City. Alto Amacohíte 3ra. Sección ligger 178 meter över havet och antalet invånare är 273.
Terrängen runt Alto Amacohíte 3ra. Sección är platt åt nordost, men åt sydväst är den kuperad. Runt Alto Amacohíte 3ra. Sección är det ganska glesbefolkat, med 25 invånare per kvadratkilometer. Närmaste större samhälle är Rómulo Calzada, 10,6 km söder om Alto Amacohíte 3ra. Sección. Trakten runt Alto Amacohíte 3ra. Sección består till största delen av jordbruksmark.